# Thomas Oppermann (Jurist)
Thomas Oppermann (* 15. Februar 1931 in Heidelberg; † 26. Januar 2019) war ein deutscher Staatsrechtler. Von 1967 bis 1999 war er ordentlicher Professor für Öffentliches Recht und Auswärtige Politik an der Eberhard Karls Universität Tübingen.

## Leben und Wirken
Thomas Oppermann stammte aus einer Gelehrtenfamilie. Der Großvater Otto Gustav August Oppermann war Stadtschuldirektor. Sein Vater war der Altphilologe Hans Oppermann, der 1926 die promovierte Kunsthistorikerin Ella Maria Borchers heiratete. Das Paar hatte mit Thomas Oppermann ein gemeinsames Kind. Von 1951 bis 1956 studierte er Rechtswissenschaft an den Universitäten Frankfurt, Lyon, Oxford und Freiburg. 1959 wurde er bei Joseph H. Kaiser und Konrad Hesse in Freiburg über das Thema Britisches Unterhauswahlrecht und Zweiparteiensystem promoviert. Von 1960 bis 1967 arbeitete Oppermann in der Europa-Abteilung des Bundeswirtschaftsministeriums. Dort war er zuletzt als Regierungsdirektor tätig. 1967 erfolgte bei Herbert Krüger seine Habilitation über Kulturverwaltungsrecht: Bildung, Wissenschaft, Kunst an der Universität Hamburg. 
Ab 1967 lehrte Oppermann mit 36 Jahren bis zu seiner Emeritierung 1999 als ordentlicher Professor für Öffentliches Recht und Auswärtige Politik an der Universität Tübingen. Oppermann erhielt Rufe nach Hamburg (1972) und Bonn (1979). Er blieb jedoch in Tübingen. Er lehrte als Gastprofessor unter anderem in Chicago (1991), Aix-en-Provence (1993), Jerusalem (1999) und Yokohama (2000). Sein Nachfolger in Tübingen wurde Martin Nettesheim.
Oppermanns Arbeitsschwerpunkte waren das Europarecht, Internationales Wirtschaftsrecht, Verfassungsrecht sowie Bildungs- und Medienrecht. Er legte 1991 ein Lehrbuch zum Europarecht vor, das zu einem Standardwerk wurde und 2018 in 8. Auflage erschienen ist.
Von 1982 bis 2003 war Oppermann zudem Richter am Staatsgerichtshof für das Land Baden-Württemberg, zunächst von 1982 bis 1985 als stellvertretendes Mitglied. 
Oppermann wurden Ehrendoktorwürden in Aix-en-Provence (1978) und in Piräus (2002) verliehen. 1998 erhielt Oppermann die Verdienstmedaille des Landes Baden-Württemberg und 2004 das Große Verdienstkreuz der Bundesrepublik Deutschland. Von 1983 bis 1985 war er Vizepräsident der Universität Tübingen. Von 1985 bis 1989 war Oppermann Vorsitzender der Deutschen Gesellschaft für Völkerrecht. Von 1991 bis 1993 hatte er den Vorsitz der Vereinigung Deutscher Staatsrechtslehrer inne und war von 1999 bis 2002 Präsident des Arbeitskreises Europäische Integration in Bonn. Von 2002 bis 2003 war er Berater von Ministerpräsident Erwin Teufel beim Europäischen Verfassungskonvent.
Oppermann starb im Januar 2019 kurz vor seinem 88. Geburtstag. Er wurde auf dem Stadtfriedhof Tübingen beigesetzt.

## Schriften
Monographien
- Europarecht. Ein Studienbuch. 8., neu bearbeitete Auflage. Beck, München 2018, ISBN 978-3-406-72633-0.
- Ius Europaeum: Beiträge zur europäischen Einigung (= Tübinger Schriften zum internationalen und europäischen Recht. Bd. 75). Duncker & Humblot, Berlin 2006, ISBN 3-428-12195-3.
- mit Marc Beise und Gerald G. Sander: Grauzonen im Welthandel. Protektionismus unter dem alten GATT als Herausforderung an die neue WTO (= Integration Europas und Ordnung der Weltwirtschaft. Bd. 17). Nomos Verlagsgesellschaft, Baden-Baden 1998, ISBN 3-7890-5235-3.
- Deutsche Rundfunkgebühren und europäisches Beihilferecht (= Tübinger Schriften zum internationalen und europäischen Recht. Bd. 41). Duncker & Humblot, Berlin 1997, ISBN 3-428-09064-0.
- mit Erich-Wolfgang Moersch: Europa-Leitfaden. Ein Wegweiser zum europäischen Binnenmarkt 1992. 2., durchgesehene und erweiterte Auflage. Walhalla und Praetoria Verlag, Regensburg 1990, ISBN 3-8029-8691-1.
- zusammen mit Hans Meyer: Das parlamentarische Regierungssystem des Grundgesetzes: Anlage, Erfahrungen, Zukunftseignung (= Veröffentlichungen der Vereinigung der Deutschen Staatsrechtslehrer. Bd. 33). De Gruyter, Berlin 1975, ISBN 3-11-006579-7

Herausgeberschaften
- Vom Staatsbetrieb zur Stiftung. Moderne Hochschulen für Deutschland. Wallstein Verlag, Göttingen 2002, ISBN 3-89244-656-3.
- zusammen Erich-Wolfgang Moersch: Profi-Handbuch Wirtschaftsraum Europa. Steuern, Subventionen, Verkehr, Umwelt. Mit den Maastrichter Verträgen. 3., überarbeitete und erweiterte Auflage, Berlin 1994, ISBN 3-8029-8693-8.

Autobiographisch
- Meine sechs Jahrzehnte Öffentliches Recht. In: Jahrbuch des Öffentlichen Rechts der Gegenwart. 62, 2014, S. 511–527.